# Danilo Oscar Lancini
Danilo Oscar Lancini (ur. 15 października 1965 w Rovato) – włoski polityk, przedsiębiorca i samorządowiec, deputowany do Parlamentu Europejskiego VIII i IX kadencji.

## Życiorys
Uzyskał wykształcenie średnie, zajął się prowadzeniem własnej działalności gospodarczej w ramach rodzinnego przedsiębiorstwa. Został działaczem Ligi Północnej. W 2004 i 2009 był wybierany na urząd burmistrza Adro. Pełnił tę funkcję dwie kadencje, później został wiceburmistrzem tej miejscowości. Z ramienia Ligi Północnej kandydował do Senatu (2013) i do Parlamentu Europejskiego (2014).
W 2013 został na pewien okres tymczasowo aresztowany w związku z nieprawidłowościami dotyczącymi przetargów publicznych. W 2017 skazano go na karę trzech lat pozbawienia wolności. W 2018 Danilo Oscar Lancini objął wakujący mandat w Europarlamencie VIII kadencji, dołączając do frakcji Europy Narodów i Wolności. W 2019 z powodzeniem ubiegał się o reelekcję w wyborach europejskich; zasiadał w PE do 2024.